# Giulio Polibio
Gaio Giulio Polibio (in latino Caius Iulius Polibius; Pompei, ... – ...; fl. I secolo) era un fornaio pompeiano che si candidò alle magistrature cittadine nel I secolo d.C.

## Biografia
Il suo nome compare nei famosi "manifesti" di propaganda elettorale, che ci informano della sua candidatura all'edilità, insieme a A. Rustio Vero, e al duumvirato, con M. Lucrezio Frontone. Sembra che Caio Giulio Polibio sia stato eletto all'edilità nel 73 d.C., mentre nel 78 d.C. non ottenne il duumvirato. Sappiamo anche che alcune donne si schierarono in suo favore: Specula, una dipendente di uno stabilimento di follatori, e le due prostitute Cuculla e Zmirina, che espressero il loro augurio con iscrizioni murali che Caio Giulio Polibio si affrettò a far cancellare con la calce perché compromettevano la sua reputazione.

## Ladomusdi Caio Giulio Polibio

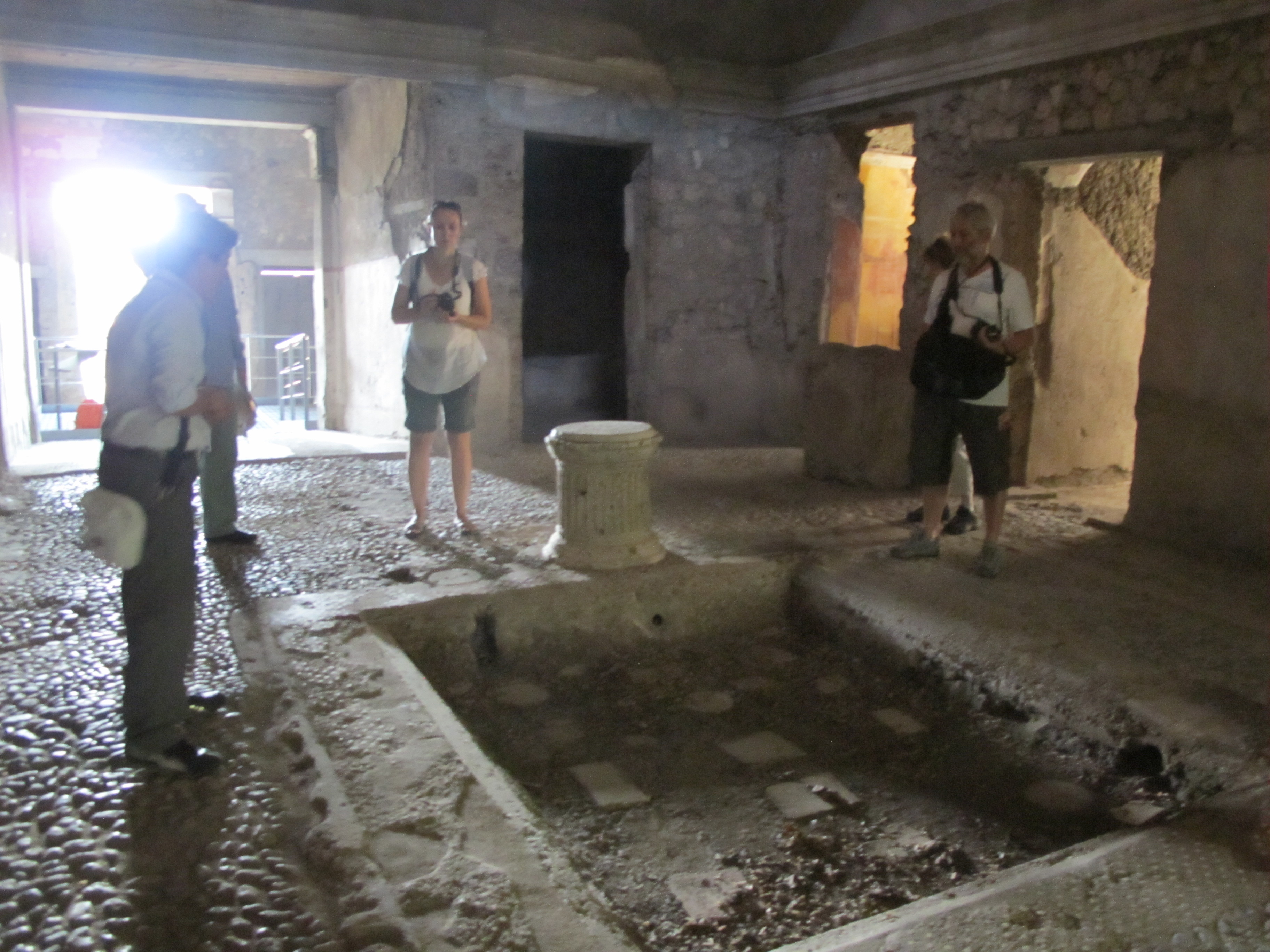
La casa di Caio Giulio Polibio a Pompei

La casa di Caio Giulio Polibio è una delle più antiche dimore pompeiane e costituisce un notevole esempio di edilizia privata del periodo sannitico di Pompei.
L'edificio risale al II sec. a.C. ed è una domus del tipo a doppio atrio, uno interamente coperto l'altro con compluvio e privo di colonne, di solida e nobile struttura, con gli ambienti posteriori disposti su due piani. La facciata è austera e l'atrio, non molto grande ma ben sviluppato in altezza, ha le pareti decorate nel primo stile e presenta una singolare "falsa porta" dipinta.
La casa reca i segni delle modifiche ad essa apportate dopo i danni del terremoto dell'anno 62 d.C. È stato rinvenuto nel triclinio un importante deposito di oggetti in bronzo pertinenti al banchetto e, nel primo atrio, un mucchio di calce presumibilmente destinato ai lavori di restauro.
È possibile attualmente visitare diversi ambienti: atrio, cucina, impluvium, peristilio, fino all'ultima stanza nella quale, al momento dell'eruzione, cercarono rifugio i familiari e dove è stata ritrovata la giovane figlia incinta.

## Gli scavi delladomus
La facciata della domus di Giulio Polibio fu messa in luce da Vittorio Spinazzola, insieme a tutti gli edifici che davano su Via dell'Abbondanza, fra il 1910 e il 1923. Il metodo dello Spinazzola mirava alla maggiore conservazione possibile delle facciate e dei piani superiori , conferendogli un'importanza mai avuta fino a quel momento. Per questo motivo gli scavi dello Spinazzola procedevano sempre dai piani superiori a quelli inferiori, attraverso la realizzazione di scavi orizzontali, consolidando le strutture (tramite impalcature o colate in cemento armato) man mano che si procedeva allo scavo verso il basso. La facciata scavata dallo Spinazzola presentava due ingressi, con porte alte e decorate da cornici in stile ionico. Una terza, aggiunta in secondo momento, era quella afferente alla bottega. Il prospetto era invece decorato da blocchi bugnati in stucco, una prova, secondo lo Spinazzola, dell'identità preromana della domus.
Lo scavo estensivo e la sua documentazione furono diretti da Alfonso De Franciscis, Soprintendente delle Province di Napoli e Caserta, fra il 1968 e il 1977. Insieme a quella di scavo, si svolge anche la fase di restauro e di una prima parziale ricostruzione. La documentazione della fase di scavo fu affidata alla dott.ssa Maria Oliva Auricchio, disegnatrice presso gli scavi di Pompei. Il metodo di documentazione dello scavo si basava su "diari di scavo", in cui venivano descritte quotidianamente le fasi di scavo e i rinvenimenti. Il prodotto delle descrizioni della dott.ssa Oliva Auricchio furono ben nove quaderni di scavo, corredati da accuratissimi acquerelli.
Lo scavo fu iniziato nel novembre del 1966 grazie ai fondi stanziati dall'associazione "Amici di Pompei". Lo scavo vero e proprio seguì il metodo tradizionalmente adottato nei siti vesuviani, dopo l'avvento di Spinazzola alla Soprintendenza di Pompei: si procedeva infatti dalla messa in luce della facciata dell'edificio verso il lato opposto, "svuotando" progressivamente gli ambienti e spostandosi di volta in volta in punti diversi, a causa della necessità di consolidare le strutture man mano che queste venivano liberate dai lapilli. Inoltre, grazie alla tecnica introdotta da Giuseppe Fiorelli della colata in gesso entro gli spazi lasciati vuoti dalla decomposizione di resti organici, fu possibile recuperare i calchi grazie ai vuoti lasciati dal legno carbonizzato di porte, armadi e mensole.